# Pseudophilautus manipurensis
Pseudophilautus manipurensis é uma espécie de anfíbio gimnofiono da família Rhacophoridae. Está presente na Índia. A UICN classificou-a como extinta.